# Emerentia Rockes
Emerentia Rockes född 15 april 1664 i Göteborg, död 31 maj 1741 på Varnäs gård i Grythyttan, var en svensk brukspatron och godsägare.

## Biografi
Emerentia Rockes var dotter till rådmannen i Göteborg Paul Rokes (1633–1684) och Mariana von Lengerken (1635–1679) samt gift första gången 1691 med civilnotarien Lars Laurin (1664–1691) och andra gången 1693 med Erik Stockenström (1659–1722). Med sin första man fick hon dottern Maria Magdalena Laurin och i andra giftet ytterligare 15 barn, däribland hovrättsrådet Lars von Stockenström.
Rockes gifte sig med Lars Laurin från Stockholm i Örebro kyrka i juni 1691. På vägen hem efter bröllopet drunknade den nyblivne äkta mannen. I mars 1692 föddes deras gemensamma dotter. Rockes gifte om sig 1693 med Erik Stockenström från Varnäs i Grythyttan. Makarna bosatte sig på Varnäs herrgård som även blev  förvaltningsmässigt centrum för bruksrörelsens olika verksamheter.  Efter sin fars död 1684 fick hon ärva delar av Upperuds bruk som var en stångjärnshytta i Dalsland; hennes make kunde nu disponera sin hustrus arv och köpte 1702 hemmanet Lövnäs. Några år senare köpte han även Ullnäs säteri med flera underlydande frälsehemman. En månad före sin död 1722 hade Erik Stockenström lämnat in en ansökan till Bergskollegium om tillstånd att anlägga ett järnverk mellan sjöarna Halvarsnoren och Skärjen.
Efter sin makes död fick Emerentia Rockes 1723 tillstånd att anlägga en hammare med härd. Tio år senare köpte hon byggnadsplatsen med vattenrätt av bönderna i Godalstorp eller Skärhyttan för en tunna sill och en tunna lax. När anläggningen stod färdig 1734 gällde det att ordna med tillverkning av träkol för drift av verket. Hon anställde då ett antal torpare för uppgiften att kola ved. Samma år köpte hon en tredjedel i Stadra bruk och Finnå bruk. Med hjälp av sina söner och mågar drev hon det Stockenströmska sterbhuset, men det var hennes vilja som gjorde sig gällande. Under hennes tid uppfördes bostäder för smederna, kolhus, spannmålsbodar med loft och järnbodar. År 1737 erhöll hon privilegium att bygga ett valsverk. Stålugnen och saltpanneplåthammaren (räckhammare) var delar av bruksrörelsen som hon startade och som namngavs Rockesholms bruk efter hennes efternamn. Manufakturverket kom igång med en såg och mjölkvarn.
På grund av sjukdom och stigande ålder önskade hon trappa ner sin arbetsbörda och på luciadagen 1739 bjöd hon i samtliga släktingar för att skifta boet och på julaftonen samma år undertecknades handlingarna. Efter hennes död 1741 löste sönerna Erik von Stockenström (1703–1790) och Salomon Stockenström (1711–1783) ut de övriga syskonen och blev därmed ägare till varsin hälft i bolaget. Emerentia Rockes är begravd i Grythyttans kyrka.